# Сигмоїда

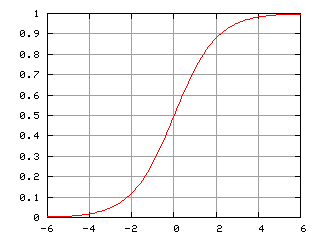
Сигмоїда

Сигмоїда — це неперервно диференційована монотонна нелінійна S-подібна функція, яка часто застосовується для «згладжування» значень деякої величини.
Часто під сигмоїдою розуміють логістичну криву (див. рисунок ліворуч), яка визначається формулою
{\displaystyle S(x)={\frac {1}{1+e^{-x}}}={\frac {e^{x}}{e^{x}+1}}.}

## Родина функцій класу сигмоїд
У родину функцій класу сигмоїд також входять такі функції як арктангенс,
гіперболічний тангенс та інші.
Функція Фермі (Експоненційна сигмоїда):
{\displaystyle f(s)={\frac {1}{1+e^{-2\alpha s}}}}
Раціональна сигмоїда:
{\displaystyle f(s)={\frac {s}{|s|+\alpha }}}
Гіперболічний тангенс:
{\displaystyle f(s)=th{\frac {s}{\alpha }}={\frac {e^{\frac {s}{\alpha }}-e^{-{\frac {s}{\alpha }}}}{e^{\frac {s}{\alpha }}+e^{-{\frac {s}{\alpha }}}}}}

## Застосування
Сигмоїда застосовується в нейронних мережах для того, щоб ввести деяку нелінійність в роботу мережі, але при цьому не дуже сильно змінити результат її роботи.
Одна з причин через яку сигмоїда використовується в нейронних мережах — це простий вираз її похідної через саму функцію (що дозволило істотно скоротити обчислювальну складність методу зворотного поширення помилки, зробивши його придатним на практиці):
{\displaystyle \sigma '(x)=\sigma (x)\cdot (1-\sigma (x))}
Не менш важливою причиною введення нелінійності є математично доведена можливість отримати як завгодно точне наближення будь-якої неперервної функції багатьох змінних, використовуючи операції додавання та множення на число, суперпозицію функцій, лінійні функції, а також одну довільну неперервну нелінійну функцію однієї змінної.